# Clase Katori (1940)
La Clase Katori fueron una serie de cruceros ligeros de la Armada Imperial Japonesa, creados originalmente como cruceros de entrenamiento, lo que explica la poco usual combinación de armamento de diferentes calibres y la planta motriz mixta, así como su escasa potencia y velocidad y lo inusual en tiempos de paz de que unidades de combate se construyesen en un astillero civil.
Durante la guerra y en misiones de combate fueron empleados como líderes de flotillas de submarinos y escolta de transporte de tropas, siendo incrementado su armamento antiaéreo y dotándoseles de cargas de profundidad. Los nombres de estas unidades estaban escogidos en honor a santuarios sintoístas, dado que no eran cruceros pesados, que empleaban el nombre de montañas, ni ligeros, que empleaban ríos. Concretamente los santuarios están ubicados en Chiba el Katori, en Fukuoka el Kashii y en la ciudad homónima de la prefectura de Ibaraki el Kashima.

## Historial
- El Katori entró en servicio el 20 de abril de 1940, resultando hundido el 18 de febrero de 1944, tras encajar primero un torpedo durante la Operación Hailstone, para horas después ser alcanzado repetidamente por el acorazado USS Iowa (BB-61).
- El Kashima activo desde el 31 de mayo de 1940, sobrevivió al conflicto y se rindió intacto en Kure. Fue usado para repatriación de personal militar de su país durante 1946, rindiendo este servicio unas 13 veces. Posteriormente en 1947 fue desguazado.
- El Kashii, activo el 15 de julio de 1941, fue hundido por ataque aéreo el 12 de enero de 1945 tras realizar una escala en Qui Nhon, en aguas de Indochina, cuando escoltaba a un convoy desde Singapur.